# Ampulex major
Ampulex major är en  stekelart som beskrevs av Kohl 1893. Ampulex major ingår i släktet Ampulex och familjen Ampulicidae. Inga underarter finns listade i Catalogue of Life.